# Кондратьевское сельское поселение (Хабаровский край)
Кондратьевское се́льское поселе́ние — муниципальное образование в районе имени Лазо Хабаровского края Российской Федерации. Образовано в 2004 году.
Административный центр — село Кондратьевка.

## Население
| 2010  | 2011  | 2012  | 2013  | 2014  | 2015  | 2016  |
| ----- | ----- | ----- | ----- | ----- | ----- | ----- |
| 1846  | ↘1844 | ↘1823 | ↘1792 | ↘1747 | ↘1705 | ↘1679 |
| 2017  | 2018  | 2019  | 2020  | 2021  |       |       |
| ↘1646 | ↘1616 | ↘1587 | ↘1552 | ↘1548 |       |       |

## Населённые пункты
В состав поселения входят 4 населённых пункта:
| № | Населённый пункт | Тип     | Население |
| - | ---------------- | ------- | --------- |
| 1 | Дрофа            | село    | ↘518      |
| 2 | Кондратьевка     | село    | ↘287      |
| 3 | Новостройка      | посёлок | ↘621      |
| 4 | Хака             | село    | ↘122      |